# Schattendeck
Ein Schattendeck (englisch: shade deck) ist ein Deck auf einem Schiff.

## Einzelheiten
Nach Definition von Behörden und Klassifikationsgesellschaften ist ein Schattendeck ein leicht gebautes seitlich teilweise offenes Deck oberhalb des Hauptdecks.
Das Schattendeck war ein aus dem Spardeck entwickeltes durchlaufendes Deck oberhalb des Hauptdecks. Schiffbaulich war es als dauerhaft aus Eisen oder Stahl erstellte Verbindung vorhandener Decksaufbauten von Frachtschiffen mit Passagiereinrichtungen ausgeführt, um eine zusätzliche überdachte Decksfläche für Passagiere zu schaffen. Durch die leichte Bauweise zählte das Schattendeck nicht als Gurtungsdeck im Sinne eines Schiffslängsverbands, darüber hinaus war es seitlich offengehalten und von der Vermessung ausgeschlossen. Für Schattendecks gaben Klassifikationsgesellschaften eigene Vorschriften hinsichtlich der zu wählenden Materialien und deren Stärken heraus. Schiffe mit Schattendeck wurden entsprechend als Schattendecker klassifiziert.